# とうじ魔とうじ
とうじ魔とうじ（とうじまとうじ）は、日本のアーティスト。妻は塔島ひろみ。“目で見る音”をコンセプトに、楽器以外の日用品を使い独自のサウンド・パフォーマンスを行う傍ら、コラムの執筆、テレビ・ラジオ出演、講演会、プロデュース他、幅広く活躍する特殊音楽家。

## 経歴
20歳から23歳の3年間に不動産の広告会社に勤め、「人生でただ一度のサラリーマン生活」を経験する。1987年、「たま」の知久寿焼、石川浩司らと「とうじ魔とうじバンド」を結成、特異の言語感覚で綴るポップ幻想歌謡集『移動式女子高生』を発表。
1989年、美術家の松本秋則、舞踏家の村田青朔との3人でパフォーマンス・ユニット「文殊の知恵熱」を結成し、公演やワークショップ、映画出演、結婚披露宴の営業、慰問活動を展開中。
また、放送禁止歌の収集家でもあり、森達也のドキュメンタリー「放送禁止歌」（1999年）にも出演している。

## 著書
- 『とうじ魔とうじ養成ギブス』洋泉社、1993年12月。ISBN 978-4896911343。
- 『半芸術』青林工藝舎、1998年12月。ISBN 978-4883790135。

## CD
- 『移動式女子高生』インディペンデントレーベル(1992年12月10日)
- 『とうじ魔とうじの声体験』インディペンデントレーベル(2000年9月15日)